# Vladimir Walters
Vladimir Walters (* 18. Dezember 1927 in New York City, New York; † 1. Juli 1987) war ein US-amerikanischer Ichthyologe.

## Leben
Walters schloss 1944 die Bronx High School of Science ab. Seinen Bachelor of Science und seinen Master of Science erwarb er 1947 und 1948 an der Cornell University. Von 1948 bis 1948 war er Assistenzphysiologe im arktischen Forschungslabor der United States Navy in Point Barrow, Alaska. 1954 wurde er mit der Dissertation Fishes of Western Arctic America and Eastern Arctic Siberia; taxonomy and zoogeography an der New York University zum Ph.D. promoviert. Von 1954 bis 1956 diente er im Chemical Corps der United States Army. Von 1955 bis 1956 war er wissenschaftlicher Mitarbeiter und von 1956 bis 1961 Assistenzkurator in der Abteilung für Fische am American Museum of Natural History. Von 1961 bis 1974 war er zunächst Assistenzprofessor und anschließend außerordentlicher Professor für Zoologie an der University of California, Los Angeles. 1974 ging er als emeritierter Professor in den Ruhestand. Ferner war er Lehrassistent an der New York University und Fischereiforschungsbiologe beim National Marine Fisheries Service in Miami.
Walters war Vorstandsmitglied der American Society of Ichthyologists and Herpetologists (ASIH) sowie Mitglied der American Association for the Advancement of Science, der American Society of Naturalists, der American Society of Zoologists und im Arctic Institute of North America. Seine Forschungsinteressen galten der Systematik und der Physiologie von Fischen, der arktischen Biologie, der Zoogeographie und der Hydrodynamik des Schwimmens. 1964 gehörte er neben Henry Bryant Bigelow zum Autorenteam des Werks Soft-rayed Bony Fishes: Orders Isospondyli and Giganturoidei: Part 4 aus der Reihe Fishes of the Western North Atlantic. 1968 gab er in Zusammenarbeit mit Harry L. Fierstine das Buch Studies in locomotion and anatomy of scombroid fishes heraus.
1960 stellte Walters die Gattung Metavelifer und in Zusammenarbeit mit John Edgar Fitch die Gattungen Zu und Desmodema aus der Familie der Sensenfische (Trachipteridae) auf. 1972 beschrieb er mit Robert Rush Miller den heute ausgestorbenen El-Potosi-Kärpfling (Megupsilon aporus) aus Mexiko.